# Hustru - Moder - Elskerinde
Hustru - Moder - Elskerinde er en amerikansk stumfilm fra 1918 af Cecil B. DeMille.

## Medvirkende
- Elliott Dexter - Charles Murdock
- Florence Vidor - Juliet Raeburn
- Sylvia Ashton - Sophy Murdock
- Wanda Hawley
- Theodore Roberts - Tom Berkeley